# Djilali Bedrani
Djilali Bedrani (Tolosa, 1º ottobre 1993) è un mezzofondista francese.

## Biografia
Ai campionati europei di Roma 2024 ha vinto la medaglia d'argento nei 3000 m siepi, terminando alle spalle del connazionale Alexis Miellet.

## Palmarès
| Anno | Manifestazione                  | Sede       | Evento       | Risultato | Prestazione | Note |
| ---- | ------------------------------- | ---------- | ------------ | --------- | ----------- | ---- |
| 2012 | Mondiali U20                    | Barcellona | 3000 m siepi | Batteria  | 8'56"98     |      |
| 2013 | Europei U23                     | Tampere    | 3000 m siepi | 8º        | 8'46"11     |      |
| 2014 | Campionati del Mediterraneo U23 | Aubagne    | 3000 m siepi | 5º        | 9'09"08     |      |
| 2015 | Europei U23                     | Tallinn    | 3000 m siepi | 8º        | 8'50"99     |      |
| 2016 | Europei                         | Amsterdam  | 3000 m siepi | Batteria  | 8'57"27     |      |
| 2018 | Europei                         | Berlino    | 3000 m siepi | 10º       | 8'41"83     |      |
| 2019 | Europei indoor                  | Glasgow    | 3000 m piani | 4º        | 48"52       |      |
| 2019 | Mondiali                        | Doha       | 3000 m siepi | 5º        | 8'05"23     |      |
| 2022 | Europei                         | Monaco     | 3000 m siepi | 8º        | 8'28"52     |      |
| 2023 | Mondiali                        | Budapest   | 3000 m siepi | Batteria  | 8'20"69     |      |
| 2024 | Europei                         | Roma       | 3000 m siepi | Argento   | 8'14"36     |      |